# Níkos Férmas
Pour les articles homonymes, voir Fermas.
Níkos Férmas (grec moderne : Νίκος Φέρμας), nom de scène de Níkos Hatziandréou, né en 1905 à Mytilène (Grèce) et mort le 14 août 1972 à Athènes (Grèce), est un acteur grec de cinéma et de théâtre.

## Biographie
Níkos Férmas s'impose dans les rôles de mec et d'homme stupide et apparait, toujours dans des rôles de soutien, dans de nombreux films des années 1950 et 1960 tels que La Flambeuse, Le Concierge aux pieds fous et bien d'autres. Il a  épousé l'actrice Anna Pantzika. 
Il meurt à l'âge de 67 ans le  14 août 1972 et est inhumé à Héliopolis.

## Filmographie
- 1948 : Les Allemands reviennent (Οι Γερμανοί ξανάρχονται) : τρόφιμος φρενοκομείου
- 1954 : Thanassakis, le politicien (Θανασάκης ο πολιτευόμενος) : υπάλληλος
- 1954 : Le Bataillon des va-nu-pieds (Το Ξυπόλητο τάγμα (To xypolito tagma)) de Gregg Tallas
- 1955 : Pain, amour et chansonnette (Λατέρνα φτώχεια και φιλότιμο) : Θόδωρος
- 1956 : La Fille en noir (Το κορίτσι με τα μαύρα) : Αριστείδηςς
- 1957 : Fanouris et les siens (Ο Φανούρης και το σόι του) : Μήτσος
- 1958 : On ne vit qu'une fois (Μια ζωή την έχουμε (Mia zoï tin echoumé)) de Yórgos Tzavéllas
- 1958 : Fin de crédit (Το τελευταίο ψέμμα) : Θόδωρος
- 1960 : Jamais le dimanche (Ποτέ την Κυριακή) : γκαρσόνι
- 1964 : La Flambeuse (Η χαρτοπαίχτρα) : Βάγγος Καψούρης, κρατούμενος
- 1966 : Le Concierge aux pieds fous (Ο παπατρέχας) : Μανώλης Ανωγιανάκης, πυροσβέστης
- 1967 : Les Perles grecques (Οι θαλασσιές οι χάντρες) : Αποστόλης